# Bridgton (condado de Cumberland)
Bridgton es un lugar designado por el censo ubicado en el condado de Cumberland en el estado estadounidense de Maine. En el Censo de 2010 tenía una población de 2.071 habitantes y una densidad poblacional de 84,1 personas por km².

## Geografía
Bridgton se encuentra ubicado en las coordenadas 44°4′35″N 70°42′56″O / 44.07639, -70.71556. Según la Oficina del Censo de los Estados Unidos, Bridgton tiene una superficie total de 24.63 km², de la cual 19.11 km² corresponden a tierra firme y (22.4%) 5.52 km² es agua.

## Demografía
Según el censo de 2010, había 2.071 personas residiendo en Bridgton. La densidad de población era de 84,1 hab./km². De los 2.071 habitantes, Bridgton estaba compuesto por el 96.09% blancos, el 1.45% eran afroamericanos, el 0.29% eran amerindios, el 0.14% eran asiáticos, el 0% eran isleños del Pacífico, el 0.34% eran de otras razas y el 1.69% pertenecían a dos o más razas. Del total de la población el 1.26% eran hispanos o latinos de cualquier raza.